# Bodenvernagelung

Querschnitt einer Böschung mit eingebauten Bodennägeln

Die Bodenvernagelung dient der Sicherung von Baugruben und steilen Böschungen, insbesondere bei unregelmäßigem Böschungsverlauf ohne Verbau.
Die Baugrube wird abschnittsweise so weit ausgehoben, wie der anstehende Boden kurzzeitig standfest ist. Anschließend wird die Böschung mit Spritzbeton und Bodennägeln gesichert, wobei ein kraftschlüssiger Verbund zwischen Nagelkopf und Spritzbetonhaut herzustellen ist. Der Spritzbeton wird entweder mittels herkömmlicher Bewehrung oder als Faserbeton aufgebracht.
Der so entstehende Verbundkörper im anstehenden Boden weist dann das Tragverhalten einer Schwergewichtsmauer auf, wobei die Wirkung der Stahltragglieder – vergleichbar mit einer Bewehrung – durch Annahme einer rechnerischen Kohäsion Berücksichtigung findet.
Die Bodenvernagelung kann sowohl als temporäre als auch als dauerhafte Maßnahme eingesetzt werden.

## Definition und Normung
Es wird in der DIN EN 1537 (Ersatz für DIN 4125) unterschieden zwischen Ankern und Nägeln. Nägel sind vollständig, kraftschlüssig mit dem Boden verpresst und werden nicht vorgespannt. Anker haben dagegen eine definierte Verpresslänge und einen freien, nichtverpressten Bereich („freie Ankerlänge“). Anker werden vorgespannt. Jeder Anker muss geprüft werden (Abnahmeprüfung), bei Nägeln werden Auszugsversuche nur an einer festgelegten Anzahl pro Baustelle durchgeführt.

## Herstellung

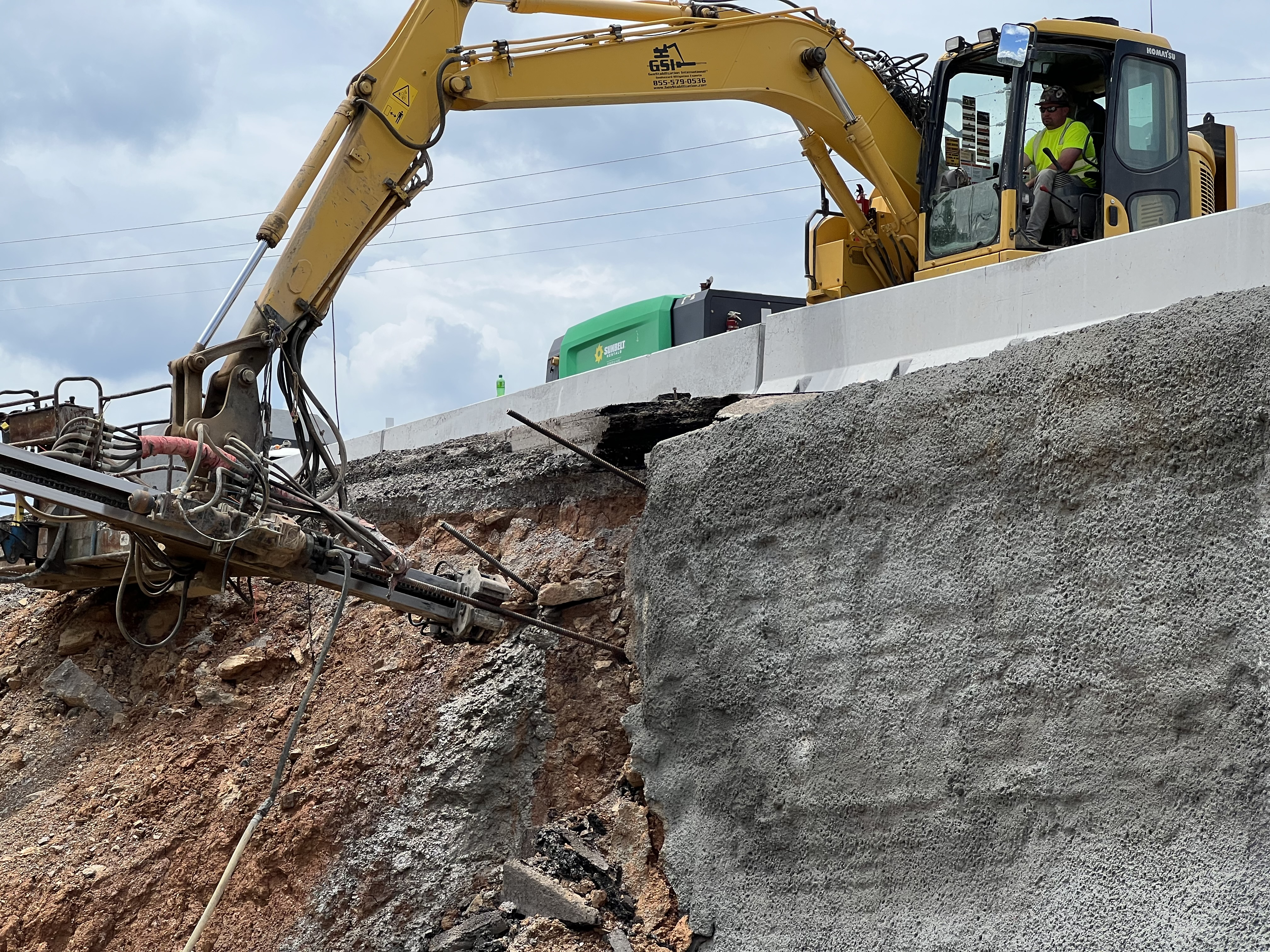
Bodenvernagelung mittels zur Stabilisierung einer Straße

Zur Herstellung eines Bodennagels oder Erdnagels wird eine Bohrung in der vorgesehenen Tiefe (ca. 3 bis 6 m) und Neigung in die zu sichernde Wand gebohrt. Als Bohrgeräte dienen Ankerbohrgeräte oder Bohrlafetten. Die Bohrung wird je nach anstehendem Baugrund verrohrt, mit Schneckenbohrung oder einem anderen für den Boden geeigneten Verfahren hergestellt. Der Bohrdurchmesser richtet sich nach dem einzubauenden Tragglied.
Als Tragglied werden oft Gewindestäbe eingesetzt. Die Bohrung wird mit Zementmörtel komplett verfüllt und gegebenenfalls nachverpresst. Der Verbund zur Spritzbetonschale wird über eine Nagelplatte und eine Mutter hergestellt. Diese werden nach der Herstellung der Schale aufgesetzt.